# Famille de Thy de Milly
La famille de Thy, et la branche cadette de Thy de Milly, est une famille subsistante de la noblesse française, originaire du Beaujolais, puis établie en Saône-et-Loire, revendiquant une filiation suivie depuis 1394.

## Historique
D'après les preuves présentées au XVIIIe siècle devant Chérin, la famille de Thy remonterait sa filiation suivie jusqu'en 1394,. Cette revendication est justifiée par un rattachement hypothétique à la famille de Thil, à Thil-en-Auxois, une famille féodale de Bourgogne éteinte au XVIe siècle, et dont elle porte les armes assorties d'une brisure.

## Filiation
- Antoine de Thy, seigneur de Milly, marié vers 1615 avec Renée de Colonges, dont[2] :
  - Véronique de Thy, née vers 1625, mariée avec Jean Baudot, bourgeois de Saint-Marcelin-de-Cray
  - Hugues de Thy, seigneur de Milly, marié en 1644 avec Antoinette Geoffroy, dont :
    - Hugues Antoine de Thy (1647-1711), seigneur de Curtil, de Milly et de Claveysolles, marié en 1689 avec Renée de Viry, dont :
      - Alexandre de Thy (1690-1758), seigneur de Claveisolles et de Viry, marié en 1724 avec Christine de La Fage Péronne, auteurs de la branche ainée ;
      - Marie Huguette de Thy ( -1760), mariée le 8 février 1719 à Claveisolles avec Louis de Prisque de La Tour Surville ;
      - Claude Louis de Thy de Milly (1699-1752), marié le 23 novembre 1723 avec Jeanne Louise des Brosses (1703-1766), auteurs de la branche cadette de Thy de Milly.

## Personnalités
- Nicolas-Christiern de Thy de Milly (1728-1784), officier, puis membre correspondant de l'Académie des sciences.
- Alexandre Hugues de Thy (1729- ), chef d'escadre, chevalier de Saint-Louis et membre de la Société des Cincinnati.

## Alliances
Les principales alliances de la famille de Thy de Milly sont : de Cotton Dupuy-Montbrun (1898), de Monspey (1925), de Varennes Bissuel de Saint-Victor (1957), Thibault de La Carte de La Ferté Sénectère (1993), de Parcevaux (1997), Boulard de Gatellier (2002), du Pontavice des Renardières (2011), etc. 

## Châteaux et demeures
- Château de Thoiriat (fin du XVIIIe siècle)
- Château de Lacour-d'Arcenay, apporté en 1851 dans la branche ainée de la famille de Thy par le mariage de Mathilde de Comeau de Cherry (1832-1913) avec Louis-Henry de Thy (1823-1913). Le château est inscrit à l'inventaire supplémentaire des Monuments historiques depuis 1993.
- Château de Berzé (depuis le XIXe siècle)

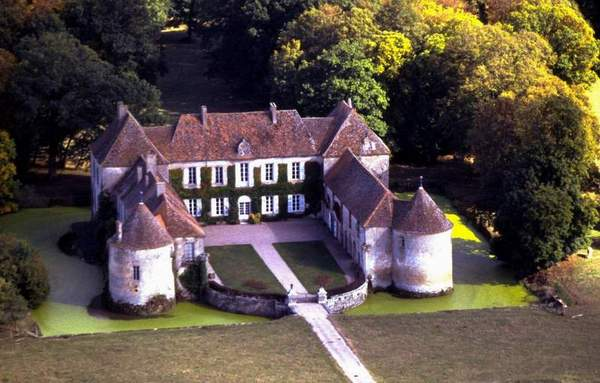
Château de Lacour-d'Arcenay (Morvan)
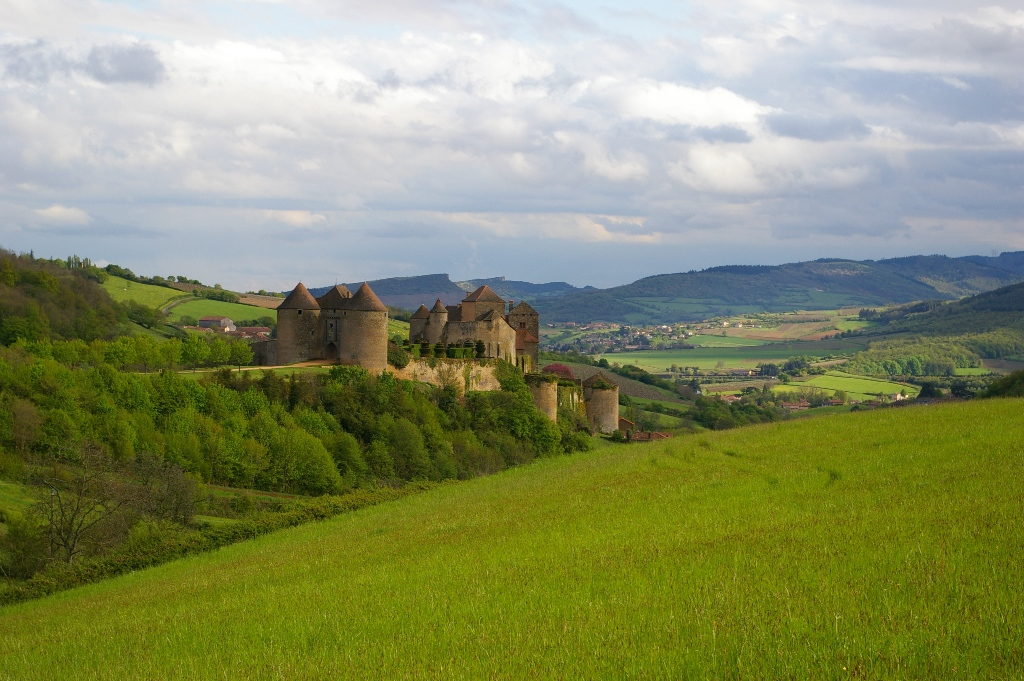
Château de Berzé

## Armes et devise
La famille de Thy écartèle les armes de la famille de Thil (en Auxois) avec celles de la maison de Milly, ce qui donne :
- Écartelé : au 1 et 4, de gueules au chef denché d'argent (qui est Milly) ; au 2 et 3, d'argent à trois lionceaux de gueules, celui de dextre tenant une fleur de lys d'or (qui est Thil, avec brisure)
- Devise : « Fideles sed infelix »